# Delmas (Haiti)
Delmas, in creolo haitiano Dèlma, è un comune di Haiti facente parte dell'arrondissement di Port-au-Prince nel dipartimento dell'Ovest.